# NGC 1690
NGC 1690 је елиптична галаксија у сазвежђу Орион која се налази на NGC листи објеката дубоког неба.
Деклинација објекта је + 1° 38' 26" а ректасцензија 4h 54m 19,3s. Привидна величина (магнитуда) објекта NGC 1690 износи 14,3 а фотографска магнитуда 15,3. Налази се на удаљености од 27,7000 милиона парсека од Сунца. NGC 1690 је још познат и под ознакама UGC 3198, MCG 0-13-27, CGCG 394-30, PGC 16290.